# Blythipicus
Blythipicus é um género de aves da família dos pica-paus. As aves deste género encontram-se no Sudeste Asiático.

## Lista de espécies
O género Blythipicus contém duas espécies:
- Pica-pau-bordô, Blythipicus rubiginosus
- Pica-pau-d'orelhas-vermelhas, Blythipicus pyrrhotis